# Jan Agramunt Riera
Jan Agramunt Riera SchP, hiszp. Juan Agramunt Riera (ur. 14 lutego 1907 w Almazora, zm. 14 sierpnia 1936 tamże) – hiszpański prezbiter z Zakonu Kleryków Regularnych Ubogich Matki Bożej Szkół Pobożnych, ofiara antykatolickich prześladowań Kościoła katolickiego w czasach hiszpańskiej wojny domowej, zamordowany z nienawiści do wiary łac. odium fidei.

## Życiorys
Pochodził z wielodzietnej, katolickiej rodziny José Agramunta i Antoni Riery mieszkających w miejscowości Almazora należącej do diecezji Tortosa (Castellón (prowincja)). Mając piętnaście lat wstąpił do nowicjatu zakonu pijarów w Albarracín i tam 15 sierpnia 1923 roku złożył proste śluby zakonne. Przyjął imię zakonne Jan od Najświętszych Serc. Studia teologiczne i filozoficzne odbywał w Irache. Uroczystą profesję złożył 15 lutego 1928 roku, zaś sakrament święceń kapłańskich przyjął 28 grudnia 1930 roku. Powołanie realizował wykładając w szkołach pijarów w Gandii, Albacete, a od września 1935 roku w kolegium na terenie Castellón de la Plana. Gdy zaostrzył się terror wobec duchowieństwa katolickiego udał się do domu rodziców i tam 7 sierpnia 1936 roku został aresztowany. Do współwięźniów powiedział:
„Moi bracia, zobaczymy się w lepszym miejscu, niż to więzienie.”
 Zginął w nocy z 13 na 14 sierpnia stracony przez rozstrzelanie. Przed śmiercią wybaczył swoim prześladowcom. Zastrzelono go mimo tego że nie był zaangażowany w konflikt i nie prowadził działalności politycznej.

## Znaczenie
1 października 1995 roku na rzymskim Placu Świętego Piotra papież Jan Paweł II dokonał beatyfikacji czterdziestu pięciu ofiar czerwonego terroru w Hiszpanii wśród których był Jan Agramunt Riera w grupie trzynastu pijarskich męczenników.
W Kościele katolickim dniem wspomnienia liturgicznego każdego z otoczonych kultem jest dies natalis (14 sierpnia), zaś grupa błogosławionych zakonników wspominana jest 22 września.